# Барон Грей из Уилтона

Герб Реджинальда де Грея, 1-го барона Грея де Уилтона

Герб Джона де Грея, 2-го барона Грея де Уилтона

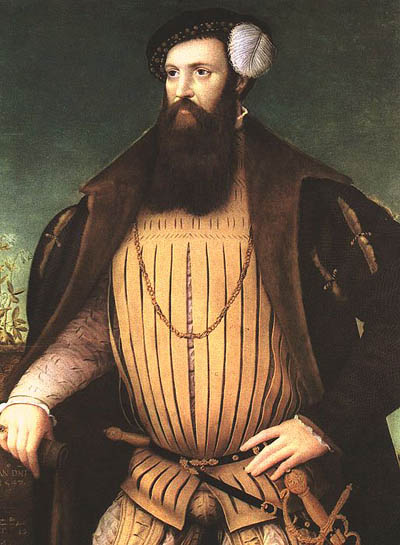
Уильям де Грей, 13-й барон Грей де Уилтон

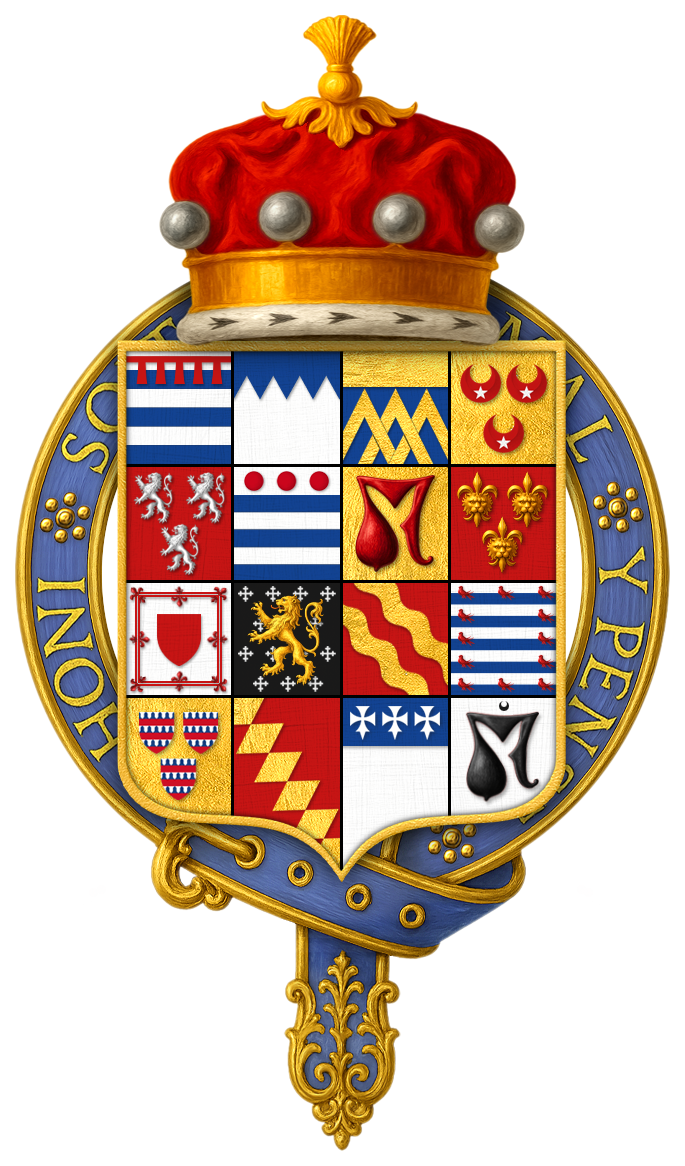
Герб Артура де Грея, 14-го барона Грея де Уилтона

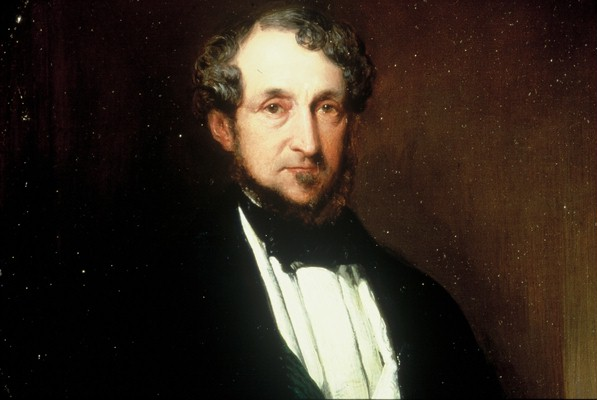
Томас Эгертон (1749—1814), 1-й барон Грей де Уилтон (1784), 1-й виконт Грей де Уилтон и 1-й граф Уилтон (1801)

Барон Грей из Уилтона (англ. Baron Grey de Wilton) — аристократический титул, созданный дважды в британской истории (1295 год — пэрство Англии, 1784 год — пэрство Соединённого королевства).

## История

### Первое создание
Впервые баронский титул был создан 23 июня 1295 года для Реджинальда де Грея (ок. 1240—1308), который был вызван в парламент как лорд Грей из Уилтона. Эта ветвь Греев основала замок Уилтон в графстве Херефордшир, на границе с Уэльсом. Греи из Уилтона, как и другие ветви рода Греев, происходили от нормандского рыцаря Аншетиля де Грея. Замок Уилтон переходил во владение от отца к сыну, но 13-й барон (1508—1562) вынужден был его продать, чтобы заплатить за своё освобождение из французского плена. Сэр Томас Грей, 15-й барон Грей из Уилтона (1575—1614), в 1603 году был лишён титула и владений, будучи признанным виновным в государственной измене за его предполагаемое участие в заговоре против нового английского короля Якова I Стюарта. После смерти холостого и бездетного 15-го барона — последнего мужского потомка 1-го барона — баронский титул перешёл в состояние ожидания.

### Второе создание
15 мая 1784 года баронский титул (с правом наследования по мужской линии) был создан для сэра Томаса Эгертона (1749—1814). Он происходил из знатной семьи Эгертон, а его прапрапрабабкой была Бриджит Грей — дочь Артура, 14-го барона Грея из Уилтона (создания 1295 года), сестра сэра Томаса Грея, 15-го барона Грея, и жена сэра Роланда Эгертона, 1-го баронета (ум. 1646). В 1756 году после смерти своего отца — сэра Томаса Грея Эгертона (1721—1756), 6-го баронета, — Томас Эгертон унаследовал титул 7-го баронета Эгертона. Он заседал в Палате общин от Ланкашира (1772—1784). 26 июня 1801 года для него были также созданы титулы виконта Грея де Уилтона и графа Уилтона из замка Уилтон в графстве Херефордшир (пэрство Соединённого королевства).
В 1814 году после смерти оставившего лишь одну дочь Томаса Эгертона титул барона Грея из Уилтона прервался (так как у покойного не было сыновей), тогда как титул баронета Эгертона унаследовал его пятиюродный брат — Джон Грей Эгертон (1766—1825), ставший 8-м баронетом Эгертоном (позже — баронет Грей-Эгертон). Титулы графа Уилтона и виконта Грея де Уилтона получил внук покойного Томас Гровенор (1799—1882), который принял фамилию «Эгертон». Титулы графа Уилтона и виконта Грея де Уилтона существуют до сих пор.

## Предки баронов
- Генри де Грей (1155—1219) получил поместье Тёррок в Эссексе в 1195 году и имел семь сыновей (Ричард, Джон, Уильям, Роберт, Генри, Хью и Уолтер)[3]
- Сэр Джон де Грей (ум. 1266), второй сын предыдущего, отец 1-го барона Грея де Уилтона[4].

## Греи
- 1295—1308: Реджинальд де Грей, 1-й барон Грей из Уилтона (ок. 1240 — 5 апреля 1308), сын Джона де Грея (ум. 1266)[5]
- 1308—1323: Джон Грей, 2-й барон Грей из Уилтона (ок. 1268 — 28 октября 1323), сын предыдущего[6]
- 1323—1342: Генри Грей, 3-й барон Грей из Уилтона (28 октября 1282 — 10 декабря 1342), сын предыдущего[7]
- 1342—1370: Реджинальд Грей, 4-й барон Грей из Уилтона (1 ноября 1312 — 4 июня 1370), сын предыдущего[8]
- 1370—1396: Генри Грей, 5-й барон Грей из Уилтона (1342 — 22 апреля 1396), сын предыдущего[9]
- 1396—1442: Ричард Грей, 6-й барон Грей из Уилтона (1393 — 20 августа 1442), сын предыдущего[10]
- 1442—1493: Реджинальд Грей, 7-й барон Грей из Уилтона (1421 — 22 февраля 1493), сын предыдущего[11]
- 1493—1498: Джон Грей, 8-й барон Грей из Уилтона (ум. 3 апреля 1498), сын предыдущего[12]
- 1498—1511: Эдмунд Грей, 9-й барон Грей из Уилтона (ок. 1469 — 5 мая 1511), сын предыдущего[13]
- 1511—1515: Джордж Грей, 10-й барон Грей из Уилтона (ок. 1493—1515), старший сын предыдущего[14]
- 1515—1518: Томас Грей, 11-й барон Грей из Уилтона(1497 — 30 октября 1518), младший брат предыдущего[15]
- 1518—1520: Ричард Грей, 12-й барон Грей из Уилтона (1507—1520), младший брат предыдущего[16]
- 1520—1562: Уильям Грей, 13-й барон Грей из Уилтона (1508/1509 — 14 декабря 1562), четвёртый сын 9-го барона, младший брат предыдущего[17]
- 1562—1593: Артур Грей, 14-й барон Грей из Уилтона (1536 — 14 октября 1593), старший сын предыдущего[18]
- 1593—1603: Томас Грей, 15-й барон Грей из Уилтона (1575 — 9 июля 1614), единственный сын предыдущего[19].

## Эгертоны
- 1784—1814: Томас Эгертон, 1-й барон де Грей Уилтон (14 августа 1749 — 23 сентября 1814), сын сэра Томаса Грея Эгертона, 6-го баронета (ок. 1721—1756), граф Уилтон и виконт Грей де Уилтон с 1801 года[20].

## Комментарии
1. ↑  Ныне — баронеты Грей-Эгертон[англ.].
2. ↑  Второй сын Роберта Гровенора, 1-го маркиза Вестминстера (1767—1845)[1], и леди Эленор Эгертон (1770—1846)[2].